# Comitato Olimpico Cubano

Il Comitato Olimpico Cubano (noto anche come Comité Olímpico Cubano in spagnolo) è un'organizzazione sportiva cubana, nata nel 1926 a L'Avana, Cuba.
Rappresenta questa nazione presso il Comitato Olimpico Internazionale (CIO) dal 1954 ed ha lo scopo di curare l'organizzazione ed il potenziamento dello sport a Cuba e, in particolare, la preparazione degli atleti cubani, per consentire loro la partecipazione ai Giochi olimpici. L'associazione è, inoltre, membro dell'Organizzazione Sportiva Panamericana.
L'attuale presidente dell'organizzazione è José Fernández Álvarez, mentre la carica di segretario generale è occupata da Ruperto Herrera Tabio.